# Thlaspidula muelleri
Thlaspidula muelleri es una especie de insecto coleóptero de la familia Chrysomelidae.
Fue descrita científicamente en 1903 por Spaeth.